# Cauquenes, Chile
Cauquenes este o oraș și comună din provincia Cauquenes, regiunea Maule, Chile, cu o populație de 38.522 locuitori (2012) și o suprafață de 2126,3 km2.